# Étoile de Cristal/Beste Darstellerin
Étoile de Cristal: Beste Darstellerin
Gewinner des Darstellerpreises, der von 1955 bis 1975 die beste Schauspielerin des Jahres in einer französischen Filmproduktion kürte. Das Regelwerk schützte davor, dass eine Aktrice mehr als nur einmal ausgezeichnet wurde. Der Étoile de Cristal gilt als Vorläufer des 1976 ins Leben gerufenen nationalen Filmpreises César, der jährlich Preise in den Kategorien Beste Hauptdarstellerin (Meilleure actrice), Nebendarstellerin (Meilleure actrice dans un second rôle) und Nachwuchsdarstellerin (Meilleur jeune espoir féminin) vergibt.
| Jahr | Preisträger                      | Filmtitel                      | Deutscher Verleihtitel               |                              |
| ---- | -------------------------------- | ------------------------------ | ------------------------------------ | ---------------------------- |
| 1955 | Danielle Darrieux                | Le rouge et le noir            | Rot und Schwarz                      |                              |
| 1956 | Simone Signoret                  | Les diaboliques                | Die Teuflischen                      |                              |
| 1957 | María Casares                    | Le théâtre national populaire  | nicht bekannt                        |                              |
| 1958 | Mylène Demongeot                 | Les sorcières de Salem         | Die Hexen von Salem (BRD: Hexenjagd) |                              |
| 1959 | Pascale Audret                   | L’eau vive                     | Wenn die Flut kommt                  |                              |
| 1960 | Emmanuelle Riva                  | Hiroshima mon amour            | Hiroshima, mon amour                 |                              |
| 1961 | Anouk Aimée                      | La dolce vita                  | Das süße Leben                       |                              |
| 1962 | Jeanne Moreau                    | Jules et Jim                   | Jules und Jim                        |                              |
| 1963 | Anna Karina                      | Vivre sa vie                   | Die Geschichte der Nana S.           |                              |
| 1964 | Catherine Deneuve                | Les parapluies de Cherbourg    | Die Regenschirme von Cherbourg       |                              |
| 1965 | Sylvie                           | La vieille dame indigne        | Die unwürdige Greisin                |                              |
| 1966 | Brigitte Bardot                  | Viva Maria!                    | Viva Maria!                          |                              |
| 1967 | Delphine Seyrig                  | La musica                      | La Musica                            |                              |
| 1968 | Cathy Rosier                     | Le samouraï                    | Der eiskalte Engel                   |                              |
| 1969 | Françoise Rosay (Gesamtwerk)     | Françoise Rosay (Gesamtwerk)   | Françoise Rosay (Gesamtwerk)         | Françoise Rosay (Gesamtwerk) |
| 1970 | Marina Vlady                     | Le temps de vivre              | Plötzliches Verlangen                |                              |
| 1971 | Marie-José Nat                   | Élise ou la vraie vie          | Elise oder das wahre Leben           |                              |
| 1972 | Bulle Ogier                      | La salamandre                  | Der Salamander                       |                              |
| 1973 | Marie Dubois                     | Les arpenteurs                 | Die Landvermesser                    |                              |
| 1974 | Juliet Berto Dominique Labourier | Céline et Julie vont en bateau | Céline und Julie fahren Boot         |                              |
| 1975 | Jeanne Goupil                    | Les galettes de Pont-Aven      | Die Gelüste des Herrn Theobald       |                              |